# Konrad Pelikan
Konrad Pelikan (Rouffach, 8 gennaio 1478 – Zurigo, 6 aprile 1556) è stato un umanista, teologo protestante calvinista tedesco.

## Biografia
Konrad Pelikan, anche Konrad Kürsner, (anglicizzato Konrad o Conrad Pellikan), Conrad Kürsner, Conrad Pellican, Konrad Pellican, in latino Conradus Pelicanus, è stato un umanista rinascimentale, filologo ebraista e teologo protestante. Egli è, con Johannes Reuchlin, il precursore degli studi giudaici in Germania.
Nasce a Rouffach, figlio di Konrad Kürschner, un tessitore nato a Weil der Stadt, e da Elisabeth Kleinhänsler, di Rouffach. Ha iniziato la scuola nella sua città natale prima di iscriversi nel 1491, ad appena tredici anni, presso l'Università di Heidelberg dove suo zio materno, l'ecclesiastico e umanista Jodocus Gallus è più volte rettore. Fu durante questo periodo che ha cambiato il suo nome tedesco "Kurscherer" anche su convincimento dello zio. Gallus lo porta in contatto con gli umanisti attorno al Vescovo di Worms Johann von Dalberg, ma presto questi lo rimanda ai suoi genitori dal momento che i famigliari non possono permettersi il finanziamento dei suoi studi. Entra allora nell'Ordine dei Frati Minori, dove prende i voti nel 1494. I suoi superiori, che lo trovano dotato per gli studi, lo inviano all'Università di Tubinga, dove segue gli insegnamenti del filosofo scotista e matematico Paulus Scriptoris - Vicario Generale dell'Ordine francescano rivolto all'Evangelicismo, del quale molti suoi studenti aderiranno poi alla Riforma protestante - che risveglia il suo interesse per la filologia.

### Filologia
Durante un viaggio con Scriptoris, incontra un sacerdote di origine ebraica, Paul Pfeidersheimer, che gli affida un Antico Testamento in ebraico, lingua allora poco insegnata, che lui comincia ad imparare da autodidatta, prima di essere supportato da Johannes Reuchlin. Dal 1501 scrive per uso proprio una grammatica e un dizionario di ebraico che saranno pubblicati a Strasburgo nel 1504.
Nel 1501 viene ordinato sacerdote. L'anno successivo è diventato lettore nel convento del suo ordine a Basilea, dove insegna teologia e guadagna una grande reputazione. 
Ha insegnato ebraico, greco matematica e cosmografia presso il convento francescano di Santa Caterina a Rouffach, nel nord dell'Alsazia. Successivamente insegna a Pforzheim e Tubinga.
Ha preso parte alla grande edizione delle Opere di Sant'Agostino, stampata da Johann Amerbach. Nel 1508 tornò ad insegnare nella sua città natale, durante quel periodo ebbe tra gli studenti Sebastian Münster (futuro autore della Cosmographia Universalis del 1544), prima di essere inviato a Pforzheim nel 1511 per insegnare ai novizi francescani. Dal 1514, la sua nomina a segretario (1508-1519) del "Provinciale" del suo ordine, Kaspar Schatzger, gli permette di viaggiare e mettere insieme una collezione di libri in ebraico. Incontra Jacobus Faber Stapulensis a Parigi e, deputato provinciale del suo ordine, partecipa al Capitolo generale francescano di Rouen e di Roma, rispettivamente nel 1516 e 1517.

### Protestantesimo
Di ritorno al convento di Basilea nello stesso anno, dove ricopre l'incarico di guardiano del convento basilese, riprende il suo insegnamento della teologia presso l'Università della città. Frequenta il circolo degli umanisti vicini a Desiderius Erasmus, ma il suo avvicinamento alla riforma protestante provoca, dal 1522, dei duri attacchi contro di lui al punto che le autorità di Basilea devono prendere la sua difesa. Così, sostenuto dalle autorità civili, rimane guardiano del convento del suo ordine a Basilea dal 1519 fino al 1524, e anche quando ha dovuto rinunciare al suo posto, rimane in monastero per altri due anni, ad insegnare teologia nell'università. Si allontana quindi dal suo ordine e da Erasmus, non senza cercare di convincerlo che le sue divergenze di vedute con le riforme di Basilea e di Lutero non erano inconciliabili.
Ulrico Zwingli nel 1526, dopo un breve incarico all'Università di Basilea, lo chiamò a sostituire Jakob Ceporin, morto nel 1525, come professore di greco, ebraico e di Antico Testamento presso la scuola di teologia di Zurigo, carica che ricoprirà fino alla sua morte, trenta anni dopo. Lo stesso anno lasciò l'abito talare e si sposò.
Di spirito conciliante, non è coinvolto nelle controversie teologiche del suo tempo, anche se il suo attaccamento al protestantesimo è profondo. Si dedica principalmente allo studio e all'insegnamento. È con Theodor Bibliander e Pierre Cholin, uno dei principali collaboratori della traduzione della Bibbia di Zurigo di Leo Jud. Gli si deve anche l'unico commento su tutta la Bibbia, in sette volumi, che viene realizzata in questo periodo, che sarà stampata da Christoph Froschauer tra il 1532 e il 1539. Lascia anche una preziosa autografia postuma, il Chronicon che non sarà pubblicato che nel 1877.
Dal momento che era grande amico di Ulrich Zwingli, ha preso le distanze da Martin Lutero e prende parte con una lettera contro la sua concezione della Cena del Signore (Santa Cena). 
È incerto se egli aderisce dottrina di Zwingli del Sacramento Eucaristico studiando la traduzione latina del Salterio di Johannes Bugenhagen o quella di Martin Bucer.

### Famiglia
Pelikan si sposa nel 1526 con Anna Fries, figlia di Conrad, da questa ebbe un figlio e una figlia; nel 1536 muore la moglie; nel 1537 secondo matrimonio con Elisabeth o Elsa Kalb, sua domestica. Nel 1543 immatricolazione del figlio Samuel all'Università; diventerà un famoso ebraista. 
Konrad Pelikan è lo zio dell'umanista ed enciclopedista Conrad Lycosthenes (1518-1561), figlio della sorella Elizabeth Pellican e di un nobile alsaziano.

## Opere
Pellikan scrisse il Chronikon e tradusse opere dall'ebraico in latino, come il commentario della Torah di Bahye ben Asher ibn Halawa (Rabbeinu Behaye, ebraico רבינו בחיי, metà del XIII secolo - 1340) e i lavori di Pirqe Rabbi Eliezer (Eliezer filius Hircani), il Liber sententiarum Judaicarum, nel 1546.
L'autobiografia di Pelikan descrive il moltiplicarsi progressivo di libri accessibili sui temi in trattazione, ed egli ha non solo studiato, ma tradotto un gran numero di testi rabbinici e del Talmud; il suo interesse per la letteratura ebraica è soprattutto filologico. Il frutto principale di questi studi è il vasto commentario della Bibbia (Zurigo, 7 volumi, 1532-1539), che mostra una giusta valutazione sugli argomenti del testo, e un senso per la storia al contrario della esegesi. L'erudizione, la cultura di Pelikan, anche se non brillante, era davvero ampia; il suo senso di equilibrio di valutazione, e il suo carattere singolarmente puro e devoto gli diedero una grande influenza.
Egli era straordinariamente libero alla pedanteria del tempo, come è dimostrato dal suo punto di vista circa l'uso del tedesco vernacolare come veicolo di cultura (Chronikon 135, 36). Come teologo la sua affinità naturale era con Zwingli, essendo formatosi con le idee della riforma protestante, dall'evoluzione dei suoi studi e dalla vita religiosa. Così non ha mai perso la simpatia per l'umanesimo ed Erasmo da Rotterdam.
L'autobiografia in latino di Pelikan (Das Chronikon des Konrad Pellikan) è uno dei più interessanti documenti del periodo. Fu pubblicato per la prima volta da Riggenbach nel 1877, e in questo volume sono annotate le altre fonti per la sua vita.
Le prime stampe
- De modo legendi et intelligendi Haebrarum. Strasburgo, 1504.
- Quadruplex Psalterium. Basilea, 1516.
- Quadruplex Psalterium Davidis. Strasburgo, 1527.
- Comentaria bibliorum. 7 volumes. Zurigo, 1532-1539.
- Explicatio libelli Ruth. Zurigo, 1531.
- Index bibliorum. Zurich, 1537.
- Ruth: Ein heylig Büchlin des alten Testament, mit einer schoenen kurtzen außlegung. Zurigo, 1555.

Edizioni moderne
- Die Hauschronik Konrad Pellikans von Rufach. trans. Theodor Vulpinus, Strasburgo: Heitz, 1892.
- Das Chronikon des Konrad Pellikan, ed. Bernhard Riggenbach. Basilea, 1877